# Rubén Marracino
Rubén Edmundo Marracino (nacido en la provincia de Santa Fe el 30 de mayo de 1922 - fallecido en septiembre de 2016) fue un futbolista argentino. Se desempeñaba como delantero y su primer equipo fue Colón.

## Carrera
Luego de iniciarse en el conjunto sabalero, Marracino pasó a Rosario Central en 1943, junto a sus compañeros de equipo Roberto Yebra y Raúl Tenutta.

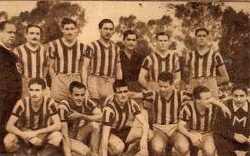
Formación de Rosario Central que derrotó a Newell's 4-2 por la Copa Británica 1946. Parados: Ángel Fernández Roca (entrenador), José Casalini, Enrique Maffei, Constancio Rivero, Roberto Quatrocchi, Alfredo Fógel, Lidoro Soria; hincados: Osvaldo Pérez, Benjamín Santos, Federico Geronis, Waldino Aguirre, Rubén Marracino.

El canalla retornaba ese año a Primera División luego de jugar un año en el ascenso. Logró realizar una buena campaña durante el Campeonato de 1943; en la 10.ª fecha, tras vencer 2-0 a San Lorenzo de Almagro, el cuadro rosarino quedó por primera vez en su historia como único puntero en un torneo de Primera de AFA. Marracino convirtió uno de los goles. Desempeñándose como puntero izquierdo, compartió la línea ofensiva con Waldino Aguirre, Rubén Bravo, Saturnino Funes y Bernardo Vilariño.

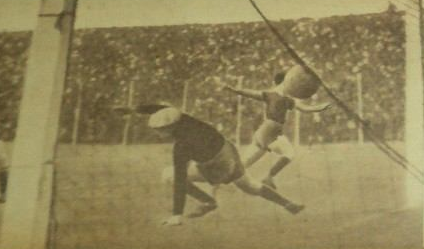
8 de agosto de 1943, Rosario Central 2-Independiente 2. Marracino remata y quiebra la resistencia del arquero de Independiente Fernando Bello.

Continuó siendo titular en la delantera canalla durante las tres temporadas siguientes; se destaca su actuación en el clásico rosarino jugado el 14 de abril de 1946 por la Copa Británica, marcando dos goles en la victoria de su equipo ante Newell's Old Boys por 4-2, eliminando de la competencia al tradicional rival. Dejó Rosario Central antes de iniciarse la temporada 1947, habiendo vestido la camiseta auriazul en 101 ocasiones, convirtiendo 23 goles.
Su próximo destino fue Gimnasia y Esgrima La Plata, club que se encontraba jugando en la Segunda División desde el año anterior. Compartiendo equipo con futbolistas como Antonio Sastre, Emilio Fizel, Alberto Rastelli, Rodolfo Smargiassi, entre otros, fue habitual titular, realizando un importante aporte para conseguir el título de la divisional y el consiguiente ascenso. Continuó en el tripero las siguientes tres temporadas en Primera División, dejando el club al finalizar 1950.

## Clubes
| Club                        | País      | Año       |
| --------------------------- | --------- | --------- |
| Colón                       | Argentina | 1940-1942 |
| Rosario Central             | Argentina | 1943-1946 |
| Gimnasia y Esgrima La Plata | Argentina | 1947-1950 |

## Palmarés
| Equipo                      | País      | Título           | Año  |
| --------------------------- | --------- | ---------------- | ---- |
| Gimnasia y Esgrima La Plata | Argentina | Segunda División | 1947 |